# احمدآباد پشت‌کن
احمدآباد پشت‌کن یک منطقهٔ مسکونی در ایران است که در بخش دهج واقع شده‌است. احمدآباد پشت‌کن ۱۴ نفر جمعیت دارد.